# A Kind Revolution
A Kind Revolution è un album in studio da solista del cantautore inglese Paul Weller, pubblicato nel 2017.

## Tracce
Testi e musiche di Paul Weller, eccetto dove indicato.
1. Woo Sé Mama – 3:44 (Paul Weller, Jan Stan Kybert)
2. Nova – 3:58
3. Long Long Road – 3:24
4. She Moves With the Fayre – 4:23
5. The Cranes Are Back – 4:23
6. Hopper – 3:15
7. New York – 4:43
8. One Tear – 6:07 (Paul Weller, Jan Stan Kybert)
9. Satellite Kid – 5:17
10. The Impossible Idea – 3:40